# 빠다 코코낫
빠다코코낫은 1979년 롯데웰푸드에서 만든 비스킷이다.

## 종류
- 빠다 코코낫(오리지널)
- 빠다 코코낫&치즈
- 빠다 코코낫 흑당

## 모양
모양은 일본의 '코코넛 사브레(낫신)'를 모방하였다. 모양이 직사각형이며, 테두리는 물결무늬(우표의 테두리 모양)이고, 구멍이 17~18개 뚫려있다.